# Montmaur-en-Diois
Montmaur-en-Diois é uma comuna francesa na região administrativa de Auvérnia-Ródano-Alpes, no departamento de Drôme. Estende-se por uma área de 12,8 km². Em 2010 a comuna tinha 85 habitantes (densidade: 6,6 hab./km²).